# 通辽北站
通辽北站是位于内蒙古自治区通辽市河西镇的一个铁路车站，邮政编码28021。车站建于1980年，有通霍铁路和集通铁路经过该站，现办理货运业务。车站距离通辽站14公里，隶属沈阳铁路局，是三等站。